# Амато, Эудженио
Эудженио Амато (Eugenio Amato; род. 1974 г.) — французский историк античности и поздней античности, филолог-классик, профессор греческого языка и литературы.

## Биография
Научные интересы: греческий язык и литература римского — византийского периодов, греческая палеография и кодикология, текстология, история и культура поздней античности, история классической филологии, античная риторика. Работал в различных научных центрах Италии и Франции. В настоящее время преподаёт в университете Нанта греческий язык, литературу и культуру для бакалавров, магистров и докторов наук.
Амато является автором и редактором более 20 собственных книг и отдельных глав в коллективных сборниках. Особенно много его работ связано с христианским ритором и богословом, главой Газской школы риторики — Прокопием Газским, ритором Хорикием и Газской школой в целом.
Выступил в качестве организатора ряда научных конференций и круглых столов, в частности, «Газская школа» (Париж, 2013) и «Хорикий» (Нант, 2014).